# Djougou
Djougou er en kommune og en by i den centrale vestlige del af Benin, der med et befolkningstal på cirka 237.040 (2009) indbyggere er den største by i den del af landet. Byen, der er hovedstad i departementet Donga er kendt som en vigtig handelsby.